# ادموند پتوس
ادموند پتوس (به انگلیسی: Edmund Winston Pettus) سناتور سابق عضو حزب دموکرات ایالات متحده آمریکا بود. وی در سال ۱۸۹۷ تا ۱۹۰۷ میلادی سناتور ایالت آلاباما در سنای ایالات متحده آمریکا بود.